# لويز أنطونيو ريبيرو
لويز أنطونيو ريبيرو (بالبرتغالية: Luiz Antonio Ribeiro‏) هو لاعب كرة قدم برازيلي، ولد في 22 أكتوبر 1968.